# Movimento de direitos dos autistas
O movimento de direitos dos autistas, ocasionalmente chamado de movimento de direitos do autismo, é um movimento social no contexto do movimento de pessoas com deficiência para a defesa de pessoas dentro do Transtorno do Espectro do Autismo. Fazem parte deles autistas, familiares e simpatizantes da temática do autismo. É focado em políticas públicas e o reconhecimento de autistas como uma minoria social.
O movimento, desde a década de 2000, é frequentemente ligado à ideia de neurodiversidade e seu movimento político, embora a defesa de direitos de autistas tenha surgido, inicialmente, a partir de pais de autistas. Normalmente, o movimento de direitos do autismo é forte crítico do movimento antivacina.